# Timonius trichanthus
Timonius trichanthus är en måreväxtart som beskrevs av Elmer Drew Merrill och Lily May Perry. Timonius trichanthus ingår i släktet Timonius och familjen måreväxter. Inga underarter finns listade i Catalogue of Life.